# شهرستان دامینگ

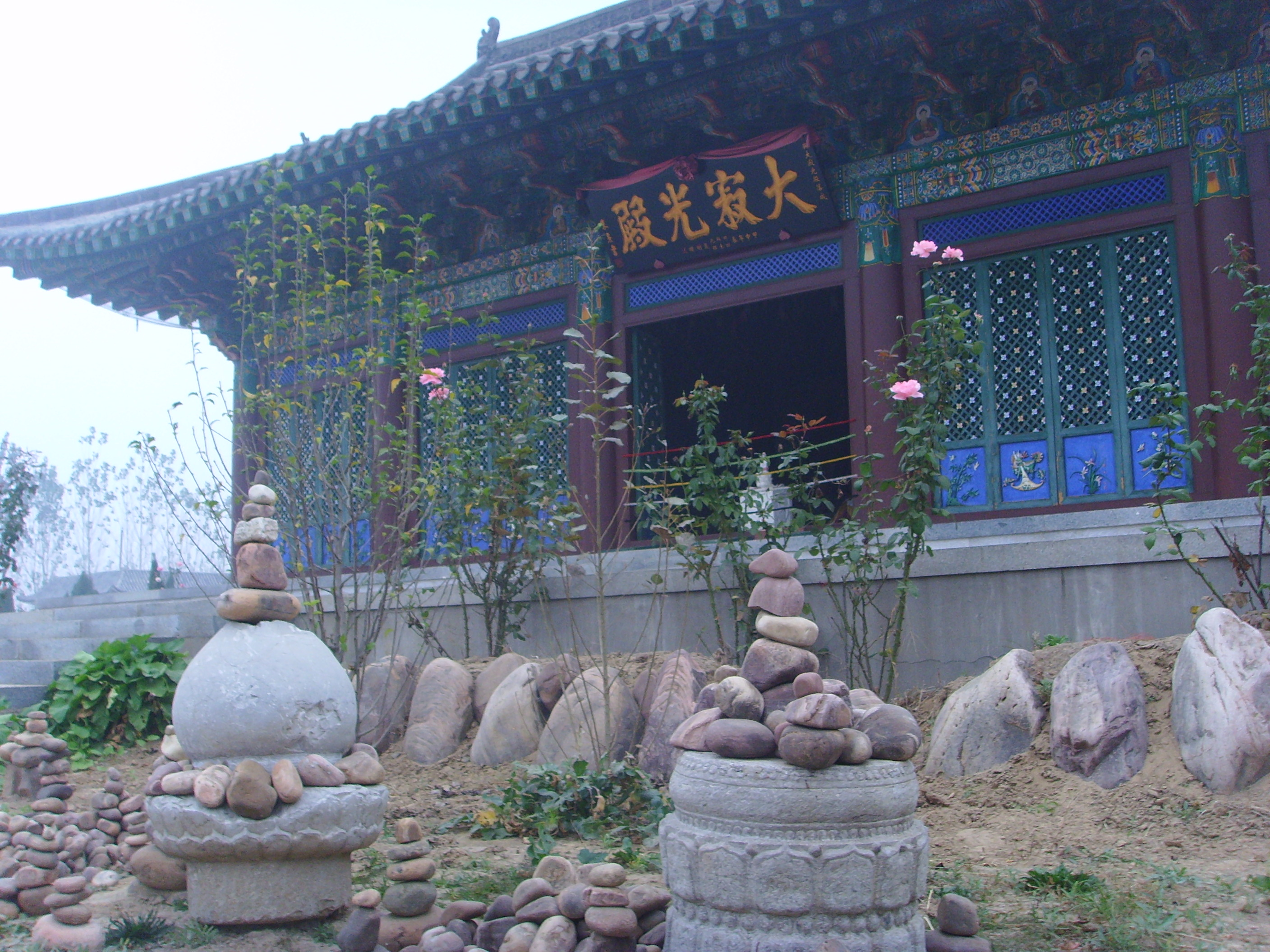
شهرستان دامینگ چین

شهرستان دامینگ (به لاتین: Daming County) یک منطقهٔ مسکونی در چین است که در هاندان واقع شده‌است. شهرستان دامینگ ۱٬۰۵۲ کیلومتر مربع مساحت و ۷۴۹٬۰۰۰ نفر جمعیت دارد و ۴۷ متر بالاتر از سطح دریا واقع شده‌است.